# Inkunabula
Inkunabula (lat. Incunabulum, kolijevka, početak nečega) je naziv za knjige tiskane u Europi do 1500. godine. Nakon izuma Gutenbergovog tiskarskog stroja, jednog od najvećih i najvažnijih čovjekovih otkrića, počinje tiskanje prvih knjiga – inkunabula. Prva tiskana knjiga je Gutenbergova Biblija tiskana 1455. godine u dvjestotinjak primjeraka. Primjerci inkunabula su izuzetno dragocjeni. Danas nam je poznato oko 40 tisuća primjeraka inkunabula tiskanih u oko 1200 tiskara. 
Prva upotreba ove riječ u vezi s tiskanjem zabilježena je u brošuri Bernharda von Mallinckrodta De ortu et progressu artis typographicae (O usponu i napretku umjetnosti tipografije, Köln, 1639.), u kojoj se nalazi izraz  prima typographicae incunabula, rano djetinjstvo tiskarstva, koje po piščevom mišljenju završava 1500. godine. Do te godine u Njemačkoj je poznato šezdesetak tiskarskih radionica. Iako je tiskarstvo otkriveno u Njemačkoj, po ljepoti i umjetničkoj i kulturnoj vrijednosti inkunabula osobito je poznata Italija, a europsko tiskarsko središte postaje Venecija.

## Slavenske inkunabule
Na slavenskim jezicima inkunabule su tiskane samo u Hrvatskoj, Češkoj, Ukrajini i Crnoj Gori. Zanimljiva je pri tome činjenica da je u Češkoj tiskano 60 inkunabula, dok je u Hrvatskoj, koja je po broju inkunabula druga u slavenskim zemljama, tiskano devet inkunabula, od čega je pet tiskano glagoljicom. 

## Hrvatske inkunabule
Hrvatski su glagoljaši bili prvi koji su tiskali glagoljicom, a time i prvi koji su načinili odljeve glagoljičkih slova. Budući da su hrvatske inkunabule tiskane i latinicom, Hrvati su jedini narod koji ima inkunabule tiskane na dvama pismima.
Hrvatski prvotisak, Misal po zakonu rimskog dvora, tiskan je 1483. godine, točnije, 22. veljače 1483., kada je, prema podatcima tiskanje bilo završeno. Unatoč svim nagađanjima, za naš Prvotisak, koji je ujedno i prvi Misal u Europi koji nije tiskan latinicom i latinskim jezikom, ne možemo sa sigurnošću reći gdje je bio tiskan. U početku se mislilo da je tiskan u Veneciji, ali u današnje vrijeme je prevladala pretpostavka da je hrvatski prvotisak tiskan na hrvatskome tlu. Osim Mletaka, za mjesto tiskanja Misala pretpostavljani su tako Izola, Roč, Modruš u Lici i Kosinj.  

## Pregled hrvatskih inkunabula

### Glagoljične inkunabule
1.	Misal po zakonu rimskoga dvora, 1483., pretpostavljena mjesta tiskanja Kosinj, Istra, Modruš ili Venecija, sačuvano 12 nepotpunih primjeraka

2.	Brevijar po zakonu rimskoga dvora, 1491., Kosinj, sačuvana dva nepotpuna primjerka. Jedan nepotpuni primjerak tiskan na papiru čuva se u knjižnici Marciani u Veneciji, a drugi manji ulomak (šest pergamentnih listova kalendara uvezeno u Brozićev brevijar iz 1561.) čuva se u Vatikanskoj knjižnici pod signaturom Borg.ill.19.

3.	Ispovid, 1492., mjesto tiska nepoznato, nije sačuvan ni jedan primjerak, a za nju znamo iz zapisa u Tkonskom zborniku

4.	Baromićev brevijar, 1493., Mleci, sačuvano pet primjeraka, jedan potpun

5.	Senjski misal, 1494., Senj, sačuvan jedan potpuni i dva nepotpuna primjerka

6.	Spovid općena, 1496., Senj, sačuvan samo jedan potpuni primjerak

### Latinične inkunabule
1.	Molitvenik, 1490., mjesto tiska nepoznato, sačuvan samo jedan primjerak

2.	Oficij, 1490., mjesto tiska nepoznato, sačuvan samo jedan primjerak

3.	Lekcionar Bernardina Splićanina, 1495., Mleci, sačuvana dva potpuna primjerka